# 이명재 (프로게이머)
이명재(2002년 11월 27일 ~ )은 대한민국의 전직 카트라이더 프로게이머로 아이디는 DDING을 사용했다.

## 선수 시절
2020년 12월, Frozen 소속으로 활동하면서 커리어를 시작했다. 2021-1시즌 팀전 5위, 개인전 22위를 기록했다.
2021년 6월 4일, NTC 크리에이터즈에 입단했다. 2021-2시즌 팀전 예선 탈락, 개인전 15위를 기록했다. 2021수퍼컵 팀전 5위, 개인전 15위를 기록했다. 이후 팀이 해체되었다.
2022년 7월, 무소속으로 활동한다. 2022-2시즌 개인전 10위를 기록했다.
2023년 3월, ReBoot 소속으로 활동한다. 프리시즌1 팀전 7위, 개인전 8위를 기록했다.
2023년 5월 17일, 성남 ROX에 입단했다. 프리시즌2 팀전 3위, 개인전 7위를 달성했다. 이후 팀에서 퇴단했다.
2023년 8월, FINALE e-sports 소속으로 활동한다. 2023시즌 팀전 6위, 개인전 16위를 기록했다.

## 소속팀
| # | 팀명             | 소속 기간               | 소속 리그 | 비고 |
| - | ---------------- | ----------------------- | --------- | ---- |
| 1 | Frozen           | 2021                    | KRL       |      |
| 2 | NTC 크리에이터즈 | 2021.06.04 ~ 2021.12.20 | KRL       |      |
| 3 | ReBoot           | 2023.03.26 ~ 2023.05.03 | KDL       |      |
| 4 | 성남 ROX         | 2023.05.17 ~ 2023.08.03 | KDL       |      |
| 5 | FINALE e-sports  | 2023.08.25 ~ 2023.11.22 | KDL       |      |

## 수상 내역
- 카트라이더: 드리프트 리그 프리시즌 2 팀전 3위